# جولييتا كاردينالي
جولييتا كاردينالي (بالإسبانية: Julieta Cardinali)‏ (21 أكتوبر 1977 ببوينس آيرس، الأرجنتين)، هي ممثلة أرجنتينية.

## حياته
ظهرت جولييتا كاردينالي لأول مرة في سن ال14 في مسلسل الأطفال الأرجنتيني عرض شوشا (بالإسبانية: El show de Xuxo)‏ بشخصية (باكويتا).
كممثلة ظهرت في مسلسل الجبل الروسي، عودة آخرى (بالإسبانية: Montaña rusa, otra vuelta)‏ في سنة 1996، الخبز الساخن (بالإسبانية: Como pan caliente)‏ في 1997، البرتقال والميديا (بالإسبانية: Naranja y media)‏ في 1997، الشركاء والمزيد (بالإسبانية: Socios y más)‏ في 1998، قال أبي (بالإسبانية: Lo dijo papá)‏ في 1998، صيف '98 (بالإسبانية: Verano del '98)‏ في 1998.
في السينما، كانت بداياتها في فيلم بوينس آيرس تقتلني (بالإسبانية: Buenos Airs me mata)‏ سنة 1998، كما ترشحت لجائزة كوندور دي بلاتا لأفضل ممثلة عن فيلم ليلة مع حب سابرينا (بالإسبانية: Una noche con Sabrina Love)‏ سنة 2001.
في 2003، لعب دور البطولة في مسلسل مالاندراس  (بالإسبانية: Malandras)‏، وكذلك في فيلم فالنتين (بالإسبانية: Valentín)‏ مناصفة مع رودريغو نويا.
آخر عمل لها كان المسلسل الأغنياء لا يطلبون الإذن (بالإسبانية: Los ricos no piden permiso)‏ سنة 2016 بمشاركة لوسيانو كاسيريس.

## أعمالها

### التلفزيون
| السنة | الاسم                      | الاسم الأصلي                   |
| ----- | -------------------------- | ------------------------------ |
| 2005  | الرقم 15                   | Numeral 15                     |
| 2006  |                            | El tiempo no para              |
| 2006  | أنا معجب بك                | Soy tu fan                     |
| 2009  | الوردي، البنفسجي والسماوي  | Rosa, Violeta y Celeste        |
| 2010  | كين وأبيل                  | Caín y Abel                    |
| 2011  | مشروع الفيضانات            | Proyecto Aluvión               |
| 2012  | في العلاج                  | En Terapia                     |
| 2013  | المزيفين                   | Farsantes                      |
| 2013  | رسالة إلى إيفا             | Carta a Eva                    |
| 2013  | لينش                       | Lynch                          |
| 2014  |                            | Señores Papis                  |
| 2015  | أرملة وأولادها من روك ورول | Viudas e hijos del Rock & Roll |
| 2016  | الأغنياء لا يطلبون الإذن   | Los ricos no piden permiso     |
| 2016  | إنذار                      | Ultimátum                      |

### السينما
| السنة | الاسم                | الاسم الأصلي                         |
| ----- | -------------------- | ------------------------------------ |
| 2007  | الجو                 | Aerial                               |
| 2007  |                      | ¿De quién es el portaligas?          |
| 2008  | 14، شارع فابيان      | 14, Fabian Road                      |
| 2009  | ثلاث أمنيات          | Tres deseos                          |
| 2009  | المطالبة             | El reclamo                           |
| 2012  | موعد، طرف وقطة سوداء | Una cita, una fiesta y un gato negro |
| 2013  | القراءة حسب جوستينو  | Lectura según Justino                |
| 2014  | نيكروفوبيا           | Necrofobia                           |
| 2014  | تلك التربة           | Los del suelo                        |
| 2014  | الحب وقصص أخرى       | El amor y otras historias            |
| 2016  | نعش أبيض             | Ataúd blanco                         |

### المسرح
| السنة | الاسم          | الاسم الأصلي   |
| ----- | -------------- | -------------- |
| 2004  | الطبقة الغنية  | Castas divas   |
| 2007  | إيفا وفيكتوريا | Eva y Victoria |

### الإعلانات
| السنة | الشركة | المنتوج    |
| ----- | ------ | ---------- |
| 2016  | لوريال | كريم الشعر |

## الجوائز
| السنة | الجائزة           | الفئة             | العمل                    | النتيجة |
| ----- | ----------------- | ----------------- | ------------------------ | ------- |
| 2001  | كوندور دي بلاتا   | أفضل ممثلة        | ليلة مع حب سابرينا       | رُشِّح     |
| 2004  | كوندور دي بلاتا   | أفضل ممثلة مساعدة | فالنتين                  | رُشِّح     |
| 2012  | جائزة تاتو        | أفضل ممثلة خيالية | في العلاج                | رُشِّح     |
| 2013  | جائزة تاتو        | أفضل ممثلة درامية | المزيفين                 | رُشِّح     |
| 2016  | جائزة تاتو        | أفضل ممثلة درامية | الأغنياء لا يطلبون الإذن | رُشِّح     |
| 2017  | جائزة مارتن فييرو | أفضل ممثلة درامية | الأغنياء لا يطلبون الإذن | رُشِّح     |